# L'entrata dell'esposizione di Torino
L'entrata dell'esposizione di Torino è un film del 1898 dedicato all'inaugurazione a Torino da parte del re d'Italia Umberto I d'Italia dellEsposizione generale italiana.